# Kuldorsk
Kuldorsk (en rus: Кульдорск) és un poble de l'óblast de Tomsk, a Rússia, que el 2021 tenia dos habitants.